# Lonoke
Lonoke é uma cidade localizada no estado americano de Arkansas, no Condado de Lonoke.

## Demografia
Segundo o censo americano de 2000, a sua população era de 4287 habitantes.
Em 2006, foi estimada uma população de 4605, um aumento de 318 (7.4%).

## Geografia
De acordo com o United States Census Bureau, a localidade tem uma área de 11,9 km², dos quais 11,2 km² cobertos por terra e 0,7 km² cobertos por água. Lonoke localiza-se a aproximadamente 79 m acima do nível do mar.

## Localidades na vizinhança
O diagrama seguinte representa as localidades num raio de 32 km ao redor de Lonoke.